# Marianna Marini
Marianna Marini (Milano, 2 febbraio 1981) è un'ex calciatrice e allenatrice di calcio italiana, di ruolo difensore, tecnico dell'Orobica.
Vanta partecipazioni a tutti i livelli del campionato italiano femminile di calcio, dalla Serie D alla Serie A e convocazioni in Nazionale Under 18

## Carriera
22 anni ininterrotti di carriera da 9 a 32 anni

## Statistiche

### Statistiche da allenatrice
Statistiche aggiornate al 18 maggio 2025. In grassetto le competizioni vinte.
| Stagione        | Squadra         | Campionato      | Campionato | Campionato | Campionato | Campionato | Coppe nazionali | Coppe nazionali | Coppe nazionali | Coppe nazionali | Coppe nazionali | Coppe continentali | Coppe continentali | Coppe continentali | Coppe continentali | Coppe continentali | Altre coppe | Altre coppe | Altre coppe | Altre coppe | Altre coppe | Totale | Totale | Totale | Totale | % Vittorie  | Piazzamento |
| Stagione        | Squadra         | Comp            | G          | V          | N          | P          | Comp            | G               | V               | N               | P               | Comp               | G                  | V                  | N                  | P                  | Comp        | G           | V           | N           | P           | G      | V      | N      | P      | %           | Piazzamento |
| --------------- | --------------- | --------------- | ---------- | ---------- | ---------- | ---------- | --------------- | --------------- | --------------- | --------------- | --------------- | ------------------ | ------------------ | ------------------ | ------------------ | ------------------ | ----------- | ----------- | ----------- | ----------- | ----------- | ------ | ------ | ------ | ------ | ----------- | ----------- |
| 2013-2014       | Orobica         | B               | 26         | 18         | 6          | 2          | CI              | 2               | 0               | 0               | 2               | -                  | -                  | -                  | -                  | -                  | -           | -           | -           | -           | -           | 28     | 18     | 6      | 4      | 64,29       | 1º (prom.)  |
| 2014-2015       | A               | 26              | 1          | 5          | 20         | CI         | 3               | 2               | 0               | 1               | -               | -                  | -                  | -                  | -                  | -                  | -           | -           | -           | -           | 29          | 3      | 5      | 21     | 10,34  | 14° (retr.) |             |
| 2015-2016       | B               | 22              | 10         | 5          | 7          | CI         | 5               | 3               | 1               | 1               | -               | -                  | -                  | -                  | -                  | -                  | -           | -           | -           | -           | 37          | 13     | 6      | 8      | 35,14  | 4°          |             |
| 2016-2017       | B               | 26              | 11         | 7          | 8          | CI         | 2               | 0               | 0               | 2               | -               | -                  | -                  | -                  | -                  | -                  | -           | -           | -           | -           | 28          | 11     | 7      | 10     | 39,29  | 5°          |             |
| 2017-2018       | B               | 24+1            | 19         | 2+1        | 3          | CI         | 2               | 0               | 0               | 2               | -               | -                  | -                  | -                  | -                  | -                  | -           | -           | -           | -           | 27          | 19     | 3      | 5      | 70,37  | 1º (prom.)  |             |
| 2018-2019       | A               | 22              | 1          | 2          | 19         | CI         | 1               | 0               | 0               | 1               | -               | -                  | -                  | -                  | -                  | -                  | -           | -           | -           | -           | 23          | 1      | 2      | 20     | &4,35  | 12° (retr.) |             |
| 2019-2020       | A               | 16              | 0          | 1          | 15         | CI         | 1               | 0               | 0               | 1               | -               | -                  | -                  | -                  | -                  | -                  | -           | -           | -           | -           | 17          | 0      | 1      | 16     | &0,00  | 12° (retr.) |             |
| 2020-2021       | B               | 26              | 8          | 9          | 9          | CI         | 2               | 1               | 0               | 1               | -               | -                  | -                  | -                  | -                  | -                  | -           | -           | -           | -           | 28          | 9      | 9      | 10     | 32,14  | 11° (retr.) |             |
| 2021-2022       | C               | 30              | 17         | 6          | 7          | CI-C       | 3               | 0               | 0               | 3               | -               | -                  | -                  | -                  | -                  | -                  | -           | -           | -           | -           | 33          | 17     | 6      | 10     | 51,52  | 6°          |             |
| 2022-2023       | C               | 28              | 21         | 2          | 5          | CI-C       | 3               | 2               | 0               | 1               | -               | -                  | -                  | -                  | -                  | -                  | -           | -           | -           | -           | 31          | 23     | 3      | 6      | 74,19  | 3°          |             |
| 2023-2024       | C               | 30              | 22         | 4          | 4          | CI-C       | 5               | 3               | 1               | 1               | -               | -                  | -                  | -                  | -                  | -                  | -           | -           | -           | -           | 35          | 25     | 5      | 5      | 71,43  | 2°          |             |
| 2024-2025       | B               | 30              | 7          | 6          | 17         | CI         | 1               | 0               | 0               | 1               | -               | -                  | -                  | -                  | -                  | -                  | -           | -           | -           | -           | 31          | 7      | 6      | 18     | 22,58  | 14º (retr.) |             |
| Totale Orobica  | Totale Orobica  | Totale Orobica  | 307        | 135        | 56         | 116        |                 | 30              | 11              | 2               | 17              |                    | -                  | -                  | -                  | -                  |             | -           | -           | -           | -           | 337    | 146    | 58     | 133    | 43,32       |             |
| Totale carriera | Totale carriera | Totale carriera | 307        | 135        | 56         | 116        |                 | 30              | 11              | 2               | 17              |                    | -                  | -                  | -                  | -                  |             | -           | -           | -           | -           | 337    | 146    | 58     | 133    | 43,32       |             |

## Palmarès

### Giocatrice
- Campionato italiano: 1

A.C.F. Milan: 1998-1999
- Coppa Italia: 1

Milan: 1997-1998
. Coppa Italia B 2004-05
- Supercoppa italiana: 2

Milan: 1998-99 e 99-00
- Campionato italiano di Serie B: 4

Orobica: 2010-2011 (Promozione diretta in Serie A2)
Brescia: 2006-2007
Aurora Bergamo: 2005-2006
Cicos Cabras: 1999-2000
- Campionato italiano Serie D femminile: 3

Orobica Calcio Femminile 2008-2009
Atletico Milano: 2002-2003
A.C.F. Milan: 1996-1997
- Campionato italiano U17 Nazionale femminile: 1

Milan: 1997-1998
- Campionato italiano U15 Nazionale femminile: 1

Milan: 1992-1993

### Allenatrice
- Campionato italiano di Serie B: 2

Anima e Corpo Orobica: 2013-2014
Orobica Calcio Bergamo: 2017-2018